# Општински судови Републике Србије
Општински судови Републике Србије су били првостепени судови опште надлежности у Србији.
Оснивали су се за територију једне или више општина.

## Надлежност

### Кривична надлежност
Општински суд у првом степену је судио за кривична дела за која је као главна казна била предвиђена новчана казна или казна затвора до десет година ако за поједина од њих није био надлежан други суд и за кривична дела из своје надлежности одлучивао је о молби за престанак мере безбедности или правне последице осуде.

### Грађанска надлежност
Општински суд у првом степену је судио у грађанскоправним споровима ако за поједине од њих није био надлежан други суд и водио извршне и ванпарничне поступке за које није био надлежан неки други суд.
Општински суд у првом степену је судио у стамбеним споровима; споровима поводом заснивања, постојања и престанка радног односа; о правима, обавезама и одговорностима из радног односа; о накнади штете коју радник претрпи на раду или у вези са радом; споровима поводом задовољавања стамбених потреба на основу рада.